# Estetisk verksamhet
Estetisk verksamhet var en kärnämneskurs på 50 poäng som man läste på gymnasieskolan. Utbudet kunde variera mellan olika skolor, men de vanligaste kurserna var bild, musik och drama. Kursen kan dock liknas men ska inte förväxlas med kursen estetisk orientering. Enligt Skolverket kan kursen fokusera på bland annat bild, dans, musik, formgivning eller teater.
Mål (uppsatta av Skolverket) som eleverna skulle ha uppnått efter avslutad kurs var följande
Eleven skall:
- kunna uttrycka tankar eller idéer med något estetiskt uttrycksmedel
- kunna reflektera över och diskutera sitt eget skapande
- ha kunskap om olika konstnärliga uttryck och företeelser
- kunna se anknytningen mellan estetisk verksamhet och den egna studieinriktningen.

Kursen kan inte ingå i ett slutbetyg från den kommunala vuxenutbildningen.